# آق‌سو (سیردریا)
آق‌سو (به لاتین: Ak-Suu) یک رود در تاجیکستان است که در استان بادکند واقع شده‌است.